# Derby del Nord di Londra
Il derby del nord di Londra è il nome della rivalità locale dell'associazione calcistica in Inghilterra tra Arsenal e Tottenham Hotspur, entrambe con sede nel nord di Londra. I fan di entrambi i club considerano l'altro come il loro principale rivale, e il derby è considerato da molti uno dei derby più famosi e feroci in Inghilterra e in Europa. Sebbene le due squadre si siano affrontate per la prima volta nel 1887, la rivalità non iniziò fino al 1913, quando l'Arsenal spostò il proprio stadio nel nord di Londra. Al 6 dicembre 2020, sono state giocate 188 partite tra le due squadre dalla loro prima partita nella Football League nel 1909, con 78 vittorie per l'Arsenal, 60 vittorie per il Tottenham e 51 partite pareggiate. Quando sono incluse le partite giocate prima che entrambe entrassero nella Football League, sono state giocate 202 partite, con l'Arsenal che ha vinto 82, il Tottenham 66 e il pareggio 54.
Le partite degne di nota del derby del nord di Londra includono le partite in cui l'Arsenal ha vinto il campionato a White Hart Lane nel 1971 e nel 2004, il Tottenham ha battuto l'Arsenal 5-0 in casa nel 1983 e l'Arsenal ha vinto con lo stesso punteggio in trasferta nel 1978, e Il Tottenham ha battuto l'Arsenal 3-1 nella semifinale della FA Cup 1990-91, che ha poi vinto. La partita con il punteggio più alto nel derby del nord di Londra è stata la vittoria per 5–4 dell'Arsenal al White Hart Lane nel novembre 2004. A dicembre 2020, il capocannoniere nei derby del nord di Londra è Harry Kane con 11 gol, superando Bobby Smith ed Emmanuel Adebayor con 10 gol ciascuno.
L'Arsenal gioca le partite casalinghe all'Emirates Stadium di Islington, mentre il Tottenham Hotspur ha sede al Tottenham Hotspur Stadium nel vicino distretto di Haringey. I due stadi sono distanti 6,4 km. Fino al 2006, l'Arsenal ha giocato le partite casalinghe all'Highbury Stadium e fino al 2017 il Tottenham ha utilizzato la White Hart Lane prima di trasferirsi temporaneamente allo stadio di Wembley. Nel 2019, il Tottenham è tornato a casa al Tottenham Hotspur Stadium di nuova costruzione, costruito sul terreno dell'ex White Hart Lane.

## Storia

### I primi incontri

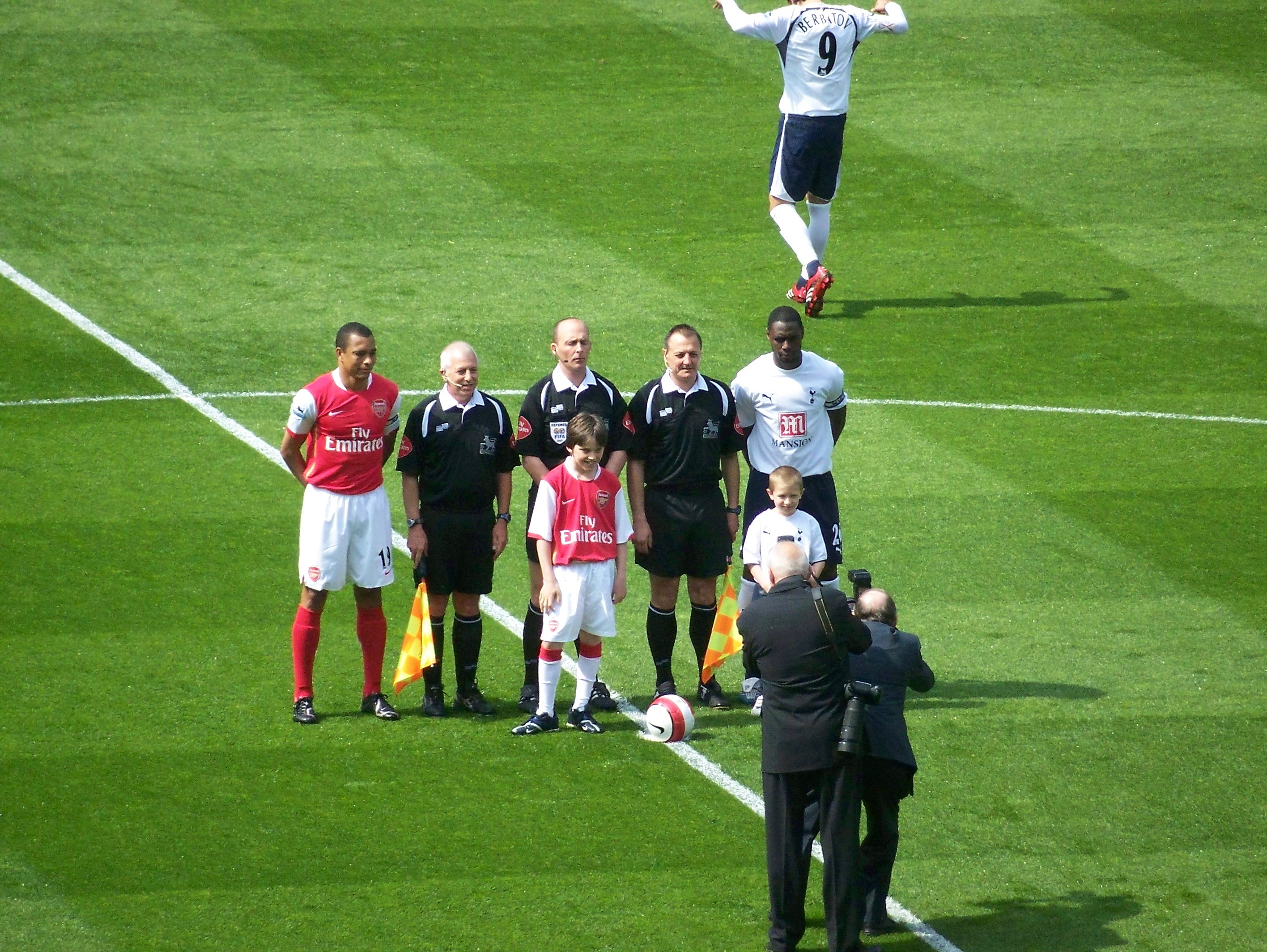
I capitani di Arsenal (Gilberto Silva, a sinistra) e Tottenham (Ledley King, a destra) schierati prima del derby del 21 aprile 2007.

Il primo incontro tra le due squadre fu un'amichevole il 19 novembre 1887, quando l'Arsenal si trovava a Plumstead (allora parte del Kent ma ora nella Greater London), e noto come Royal Arsenal. La partita, giocata all'allora campo degli Spurs il Tottenham Marshes, è stata sospesa 15 minuti prima che si concludesse "a causa dell'oscurità" con gli Spurs in vantaggio per 2-1. La prima partita conclusa tra le due squadre si è svolta nel febbraio successivo a Plumstead; il Tottenham poté schierare solo nove giocatori, ed è stato quindi battuto 6-2. Un'altra partita degna di nota fu giocata nel 1898 al campo degli Spurs a Northumberland Park. Alla partita con l'allora Woolwich Arsenal partecipò una folla record di 15.000 spettatori e il punto di ristoro crollò quando gli spettatori salirono sul tetto nel terreno sovraffollato, provocando alcuni infortuni e spingendo gli Spurs a iniziare a cercare un nuovo terreno. L'anno successivo il club si trasferì a breve distanza da quello che sarebbe diventato noto come il campo di White Hart Lane. La prima partita di campionato tra i club fu in First Division, il 4 dicembre 1909 dove l'Arsenal ha vinto 1-0.

### L'inizio della rivalità
Tuttavia, una vera rivalità tra le due squadre non iniziò fino al 1913, quando l'Arsenal si trasferì dal Manor Ground di Plumstead all'Arsenal Stadium ad Highbury, a sole quattro miglia dalla White Hart Lane del Tottenham, una mossa risentita e contrastata dal Tottenham che considerava Highbury il loro territorio. La mossa ha reso l'Arsenal e Tottenham i vicini più prossimi e ha così iniziato una naturale rivalità locale. Le due squadre si affrontarono per la prima volta come "Londra del nord" in un'amichevole del War Relief Fund il 22 agosto 1914 a White Hart Lane. Sebbene l'Arsenal fosse nella Second Division e il Tottenham nella First, l'Arsenal vinse 5-1. Si sarebbero incontrati regolarmente durante la prima guerra mondiale nella London Combination, la competizione regionale in tempo di guerra dell'epoca.
La rivalità si intensificò nel 1919 quando, dopo la prima guerra mondiale, la First Division sarebbe stata ampliata da due squadre e la Lega tenne una riunione dei club per decidere i due club mediante un voto. Il Chelsea al 19º posto, che altrimenti sarebbe stato retrocesso, è stato autorizzato a rimanere e così ha preso il primo dei due posti. Il secondo posto avrebbe potuto essere assegnato al 20º posto del Tottenham, o Barnsley, che era arrivato terzo in Seconda Divisione, ma anche l'Arsenal (insieme ad altri quattro club) ha fatto un'offerta per il posto, nonostante il loro unico sesto posto in Division Two, sebbene un errore nel calcolo della media dei goal significava che l'Arsenal era effettivamente arrivato quinto, errore che fu corretto dalla Football League nel 1980.
Dopo l'approvazione da parte del presidente della Lega e presidente del Liverpool John McKenna a causa della loro appartenenza più lunga alla Lega, l'Arsenal ha vinto il voto con diciotto voti contro gli otto degli Spurs (Barnsley ha ottenuto cinque, Wolves quattro, Nottingham Forest tre, Birmingham due e Hull City uno) e furono così eletti alla First Division. La decisione ha fatto infuriare il Tottenham e i loro sostenitori. È stato spesso affermato che il presidente dell'Arsenal, Sir Henry Norris, abbia usato affari subdoli per ottenere questo risultato, sebbene nulla sia stato dimostrato. Lo stesso Tottenham era stato eletto per entrare nella Football League Second Division undici anni prima dopo essere arrivato settimo nella Southern League 1907-08, ma coinvolgeva campionati completamente separati che non avevano il diritto automatico di spostarsi tra di loro. Il Tottenham inizialmente non ebbe successo nel tentativo di unirsi alla Football League, e vinse solo di poco le elezioni per la Second Division dopo che lo Stoke City si dimise dal campionato per motivi finanziari.
Nonostante la battuta d'arresto, il Tottenham fu presto promosso di nuovo nella massima serie dopo aver vinto il titolo di Second Division 1919-20 e il derby fu nuovamente disputato regolarmente. La prima partita di derby competitiva dopo il trasferimento dell'Arsenal nel 1913 al nord di Londra fu una partita della First Division che finì 2-1 contro il Tottenham, il 15 gennaio 1921 al White Hart Lane. Le prime partite tra i due furono notate per la loro amarezza: una partita particolarmente violenta nel settembre 1922 portò entrambe le squadre a essere censurate dalla Federcalcio e minacciate di essere costrette a giocare a porte chiuse.
Il Tottenham giocò in Second Division tra i periodi 1928 e 1933, così come 1935-1950, che naturalmente portò ad un calo del numero di partite tra i due club in questo periodo e ad un raffreddamento delle passioni. Nel 1935 l'Arsenal registrò la sua più alta vittoria di sempre contro gli Spurs in un 6-0 in trasferta a White Hart Lane. Questo risultato di 6-0 rimane la più grande vittoria di qualsiasi squadra durante il derby. Le relazioni tra i due club sono migliorate in qualche modo dopo la seconda guerra mondiale, dopo che il Tottenham ha permesso all'Arsenal di giocare le partite casalinghe a White Hart Lane mentre Highbury è stato requisito come stazione ARP e successivamente bombardato. Le due squadre si sono incontrate in FA Cup per la prima volta nella stagione 1948-1949, quando l'Arsenal ha vinto un terzo turno pareggio 3-0.

### Dal 1950 ad oggi
Dal 1950, c'è stata solo una stagione quella del (1977-78) in cui Spurs e Arsenal non sono stati nella stessa divisione, il che significa che le partite tra i due sono regolari. Essendo così, questo ha mantenuto la rivalità fino ai giorni nostri; ci sono state molte partite degne di nota. Molti di questi includono quelli in cui il corso di un titolo o il viaggio verso una finale di coppa si è basato sul risultato di un derby. Come con qualsiasi grande rivalità calcistica, gongolare e scherzare tra i due gruppi di fan, molti dei quali lavorano e persino vivono insieme, è un luogo comune. I giocatori che si trasferiscono tra le due squadre ricevono una cattiva accoglienza dai loro ex tifosi; un esempio è stato il difensore Sol Campbell, che è stato soprannominato "Judas" dai fan degli Spurs dopo aver attraversato il confine nel 2001.
Theo Walcott dell'Arsenal, dopo essersi infortunato al ginocchio all'83 'minuto di un terzo turno di FA Cup contro il Tottenham nel gennaio 2014, è stato colpito da una pioggia di monete e bottiglie di plastica mentre usciva dal campo su una barella dai tifosi del Tottenham al Emirates Stadium. Successivamente Walcott ha fatto un gesto sulla barella ai tifosi degli Spurs che rifletteva, in quel momento, il punteggio di 2-0 della partita che si è conclusa come alla fine. Le autorità hanno svolto un'indagine sugli autori dell'incidente.
Il 30 aprile 2017, il Tottenham ha battuto 2-0 l'Arsenal nell'ultimo North London Derby a White Hart Lane. Questo risultato garantì al Tottenham di finire sopra i Gunners in campionato per la prima volta in 22 anni.
I tifosi dell'Arsenal hanno un giorno di festa legato alla rivalità del nord di Londra chiamato St. Totteringham's Day, che è il giorno della stagione in cui il Tottenham non può matematicamente finire sopra l'Arsenal nella classifica. I tifosi degli Spurs avevano da tempo dichiarato che il 14 aprile sarebbe stato il giorno di St. Hotspur in onore della vittoria per 3-1 degli Spurs contro l'Arsenal nella semifinale della FA Cup del 1991. Anche il St. Hotspur Day è stato celebrato il 14 aprile 2010, quando gli Spurs hanno battuto l'Arsenal per 2-1.

## Tifoserie
Sia i fan degli Spurs che quelli dell'Arsenal sono multietnici, a causa della varietà etnica a Londra. Nel 2002, l'Arsenal aveva il 7,7% dei propri tifosi che si definivano britannici non bianchi, salendo al 14% nel 2008, il più alto del campionato in questi sondaggi sui tifosi. Circa il 9% dei tifosi del Tottenham non era bianco nel 2008. Entrambi i club hanno anche una vasta fanbase in tutto il Regno Unito e nel resto del mondo. I tifosi dell'Arsenal si definiscono "Gooners", un termine che deriva dal soprannome del club "Gunners", che è esso stesso un riferimento alle origini dell'Arsenal come squadra di fabbrica di munizioni.
I fan degli Spurs si definiscono "yids". A causa del sostegno storico delle comunità ebraiche nel nord e nell'est di Londra, Tottenham una volta aveva un numero significativo di fan ebrei; è stato stimato che circa 10.000 o un terzo dei fan del club negli anni '30 fossero ebrei. A causa di questa storica associazione, i fan di molti altri club dagli anni '60 in poi hanno diretto canti antisemiti ai fan degli Spurs. Il Tottenham non ha più un numero maggiore di tifosi ebrei rispetto ad altri grandi club londinesi come l'Arsenal (il sostegno ebraico per l'Arsenal iniziò ad aumentare negli anni '30); una stima indicava che il numero di tifosi ebrei al Tottenham era al massimo del 5%, più o meno lo stesso numero dell'Arsenal, ma i canti antisemiti contro i tifosi del Tottenham persistevano. Nel tentativo di trarre vantaggio da questi canti, i fan degli Spurs (ebrei o no) hanno adottato le parole "yid" e "yiddo" per se stessi e quindi hanno trasformato un peggiorativo in un termine di orgoglio e appartenenza. C'è, tuttavia, ancora qualche controversia sull'uso di "yid" o "yiddo".
Un sondaggio online del 2003 ha rilevato che i tifosi dell'Arsenal odiano di più il Tottenham, e che i tifosi del Tottenham vedono l'Arsenal come il loro principale rivale.

## Risultati

### Altre competizioni
| Nº | Data       | Stadio              | Competizione                           | Incontro                     | Risultato | Marcatori Arsenal | Marcatori Tottenham         |
| -- | ---------- | ------------------- | -------------------------------------- | ---------------------------- | --------- | ----------------- | --------------------------- |
| 1  | 09/11/1896 | Manor Ground        | United League                          | Woolwich Arsenal – Tottenham | 2 - 1     | ?                 | McElhaney                   |
| 2  | 25/02/1897 | Northumberland Park | United League                          | Tottenham – Woolwich Arsenal | 2 - 2     | ?                 | Clements, Devlin            |
| 3  | 25/12/1897 | Manor Ground        | United League                          | Woolwich Arsenal – Tottenham | 2 - 3     | ?                 | Joyce (2), Stormont         |
| 4  | 08/04/1898 | Northumberland Park | United League                          | Tottenham – Woolwich Arsenal | 0 - 0     |                   |                             |
| 5  | 11/03/1899 | Manor Ground        | United League                          | Woolwich Arsenal – Tottenham | 2 - 1     | ?                 | Meade                       |
| 6  | 29/04/1899 | Northumberland Park | United League                          | Tottenham – Woolwich Arsenal | 3 - 2     | Cottrell, Hunt    | Joyce, Smith, (aut.) ?      |
| 7  | 17/04/1900 | White Hart Lane     | Southern & District Combination League | Tottenham – Woolwich Arsenal | 4 - 2     | ?                 | Kirwan, Pratt (2), Smith    |
| 8  | 24/04/1900 | Manor Ground        | Southern & District Combination League | Woolwich Arsenal – Tottenham | 2 - 1     | ?                 | Pratt                       |
| 9  | 16/09/1901 | Manor Ground        | London League                          | Woolwich Arsenal – Tottenham | 0 - 2     |                   | Gilhooley, Brown            |
| 10 | 04/11/1901 | White Hart Lane     | London League                          | Tottenham – Woolwich Arsenal | 5 - 0     |                   | Brown (3), Copeland, Barlow |
| 11 | 17/11/1902 | Manor Ground        | London League                          | Woolwich Arsenal – Tottenham | 2 - 1     | ?                 | Morris                      |
| 12 | 01/12/1902 | White Hart Lane     | London League                          | Tottenham – Woolwich Arsenal | 1 - 0     |                   | Warner                      |
| 13 | 01/09/1903 | White Hart Lane     | London League                          | Tottenham – Woolwich Arsenal | 0 - 1     | ?                 |                             |
| 14 | 14/11/1903 | Manor Ground        | London League                          | Woolwich Arsenal – Tottenham | 1 - 1     | ?                 | Kirwan                      |

### Campionato
| Nº  | Data       | Stadio                    | Competizione             | Incontro                     | Risultato | Marcatori Arsenal                               | Marcatori Tottenham                       |
| --- | ---------- | ------------------------- | ------------------------ | ---------------------------- | --------- | ----------------------------------------------- | ----------------------------------------- |
| 1   | 04/12/1909 | Manor Ground              | First Division 1909-1910 | Woolwich Arsenal – Tottenham | 1 - 0     | Lawrence                                        |                                           |
| 2   | 16/04/1910 | White Hart Lane           | First Division 1909-1910 | Tottenham – Woolwich Arsenal | 1 - 1     | McGibbon                                        | Curtis                                    |
| 3   | 03/12/1910 | White Hart Lane           | First Division 1910-1911 | Tottenham – Woolwich Arsenal | 3 - 1     | Chalmers                                        | Darnell, Humphreys, Minter                |
| 4   | 08/04/1911 | Manor Ground              | First Division 1910-1911 | Woolwich Arsenal – Tottenham | 2 - 0     | Common, Chalmers                                |                                           |
| 5   | 25/12/1911 | White Hart Lane           | First Division 1911-1912 | Tottenham – Woolwich Arsenal | 5 - 0     |                                                 | Darnell, McTavish, Middlemiss, Minter (2) |
| 6   | 26/12/1911 | Manor Ground              | First Division 1911-1912 | Woolwich Arsenal – Tottenham | 3 - 1     | Randall, Winship, Lewis                         | ?                                         |
| 7   | 14/12/1912 | Manor Ground              | First Division 1912-1913 | Woolwich Arsenal – Tottenham | 0 - 3     |                                                 | Cantrell (2), Steel                       |
| 8   | 19/04/1913 | White Hart Lane           | First Division 1912-1913 | Tottenham – Woolwich Arsenal | 1 - 1     | Grant                                           | Minter                                    |
| 9   | 15/01/1921 | White Hart Lane           | First Division 1920-1921 | Tottenham – Arsenal          | 2 - 1     | Rutherford                                      | Bliss, Cantrell                           |
| 10  | 22/01/1921 | Highbury                  | First Division 1920-1921 | Arsenal – Tottenham          | 3 - 2     | White, Rutherford (2)                           | Cantrell, Smith                           |
| 11  | 15/04/1922 | White Hart Lane           | First Division 1921-1922 | Tottenham – Arsenal          | 2 - 0     |                                                 | Grimsdell, Seed                           |
| 12  | 22/04/1922 | Highbury                  | First Division 1921-1922 | Arsenal – Tottenham          | 1 - 0     | Graham                                          |                                           |
| 13  | 23/09/1922 | White Hart Lane           | First Division 1922-1923 | Tottenham – Arsenal          | 1 - 2     | Boreham (2)                                     | Lindsay                                   |
| 14  | 30/09/1922 | Highbury                  | First Division 1922-1923 | Arsenal – Tottenham          | 0 - 2     |                                                 | Dimmock (2)                               |
| 15  | 17/11/1923 | Highbury                  | First Division 1923-1924 | Arsenal – Tottenham          | 1 - 1     | Townrow                                         | Seed                                      |
| 16  | 24/11/1923 | White Hart Lane           | First Division 1923-1924 | Tottenham – Arsenal          | 3 - 0     |                                                 | Elkes, Lindsay (2)                        |
| 17  | 25/10/1924 | Highbury                  | First Division 1924-1925 | Arsenal – Tottenham          | 1 - 0     | Brain                                           |                                           |
| 18  | 28/02/1925 | White Hart Lane           | First Division 1924-1925 | Tottenham – Arsenal          | 2 - 0     |                                                 | Dimmock, Elkes                            |
| 19  | 29/08/1925 | Highbury                  | First Division 1925-1926 | Arsenal – Tottenham          | 0 - 1     |                                                 | Dimmock                                   |
| 20  | 02/01/1926 | White Hart Lane           | First Division 1925-1926 | Tottenham – Arsenal          | 1 - 1     | Baker                                           | Thompson                                  |
| 21  | 18/12/1926 | Highbury                  | First Division 1926-1927 | Arsenal – Tottenham          | 2 - 4     | Brain, Butler                                   | Handley, Osborne (2), Seed                |
| 22  | 07/05/1927 | White Hart Lane           | First Division 1926-1927 | Tottenham – Arsenal          | 0 - 4     | Brain (2), Tricker (2)                          |                                           |
| 23  | 02/01/1928 | Highbury                  | First Division 1927-1928 | Arsenal – Tottenham          | 1 - 1     | Hoar                                            | O'Callaghan                               |
| 24  | 07/04/1928 | White Hart Lane           | First Division 1927-1928 | Tottenham – Arsenal          | 2 - 0     |                                                 | O'Callaghan (2)                           |
| 25  | 16/09/1933 | White Hart Lane           | First Division 1933-1934 | Tottenham – Arsenal          | 1 - 1     | Bowden                                          | Felton                                    |
| 26  | 31/01/1934 | Highbury                  | First Division 1933-1934 | Arsenal – Tottenham          | 1 - 3     | Bastin                                          | Evans (2), Howe                           |
| 27  | 20/10/1934 | Highbury                  | First Division 1934-1935 | Arsenal – Tottenham          | 5 - 1     | (aut.) Evans, Beasley, Drake (3)                | Hunt                                      |
| 28  | 06/03/1935 | White Hart Lane           | First Division 1934-1935 | Tottenham – Arsenal          | 0 - 6     | Kirchen (2), Dougall, Bastin, Drake (2)         |                                           |
| 29  | 26/08/1950 | Highbury                  | First Division 1950-1951 | Arsenal – Tottenham          | 2 - 2     | Barnes, Roper                                   | Burgess, Walters                          |
| 30  | 23/12/1950 | White Hart Lane           | First Division 1950-1951 | Tottenham – Arsenal          | 1 - 0     |                                                 | Baily                                     |
| 31  | 29/09/1951 | Highbury                  | First Division 1951-1952 | Arsenal – Tottenham          | 1 - 1     | Holton                                          | Murphy                                    |
| 32  | 09/02/1952 | White Hart Lane           | First Division 1951-1952 | Tottenham – Arsenal          | 1 - 2     | Forbes, Roper                                   | Walters                                   |
| 33  | 20/09/1952 | White Hart Lane           | First Division 1952-1953 | Tottenham – Arsenal          | 1 - 3     | Goring, Logie, Milton                           | Harmer                                    |
| 34  | 07/02/1953 | Highbury                  | First Division 1952-1953 | Arsenal – Tottenham          | 4 - 0     | Holton (2), Lishman, Logie                      |                                           |
| 35  | 10/10/1953 | White Hart Lane           | First Division 1953-1954 | Tottenham – Arsenal          | 1 - 4     | Forbes, Logie (2), Milton                       | Robb                                      |
| 36  | 27/02/1954 | Highbury                  | First Division 1953-1954 | Arsenal – Tottenham          | 0 - 3     |                                                 | Robb (2), Walters                         |
| 37  | 04/09/1954 | Highbury                  | First Division 1954-1955 | Arsenal – Tottenham          | 2 - 0     | Lishman, Logie                                  |                                           |
| 38  | 15/01/1955 | White Hart Lane           | First Division 1954-1955 | Tottenham – Arsenal          | 0 - 1     | Lawton                                          |                                           |
| 39  | 10/09/1955 | White Hart Lane           | First Division 1955-1956 | Tottenham – Arsenal          | 3 - 1     | Roper                                           | Baily, Stokes (2)                         |
| 40  | 14/01/1956 | Highbury                  | First Division 1955-1956 | Arsenal – Tottenham          | 0 - 1     |                                                 | Robb                                      |
| 41  | 20/10/1956 | Highbury                  | First Division 1956-1957 | Arsenal – Tottenham          | 3 - 1     | Haverty, Herd (2)                               | Smith                                     |
| 42  | 13/03/1957 | White Hart Lane           | First Division 1956-1957 | Tottenham – Arsenal          | 1 - 3     | Bowen (2), Tapscott                             | Medwin                                    |
| 43  | 12/10/1957 | White Hart Lane           | First Division 1957-1958 | Tottenham – Arsenal          | 3 - 1     | Holton                                          | Medwin (2), Smith                         |
| 44  | 22/02/1958 | Highbury                  | First Division 1957-1958 | Arsenal – Tottenham          | 4 - 4     | Clapton, Herd, Nutt, (aut.) ?                   | Harmer (2), Smith (2)                     |
| 45  | 13/09/1958 | Highbury                  | First Division 1958-1959 | Arsenal – Tottenham          | 3 - 1     | Herd (2), Nutt                                  | Clayton                                   |
| 46  | 31/01/1959 | White Hart Lane           | First Division 1958-1959 | Tottenham – Arsenal          | 1 - 4     | Groves, Henderson (2), Herd                     | Smith                                     |
| 47  | 05/09/1959 | Highbury                  | First Division 1959-1960 | Arsenal – Tottenham          | 1 - 1     | Barnwell                                        | Medwin                                    |
| 48  | 16/01/1960 | White Hart Lane           | First Division 1959-1960 | Tottenham – Arsenal          | 3 - 0     |                                                 | Allen (2), Smith                          |
| 49  | 10/09/1960 | Highbury                  | First Division 1960-1961 | Arsenal – Tottenham          | 2 - 3     | Herd, Ward                                      | Allen, Dyson, Saul                        |
| 50  | 21/01/1961 | White Hart Lane           | First Division 1960-1961 | Tottenham – Arsenal          | 4 - 2     | Haverty, Henderson                              | Allen, Blanchflower, Smith                |
| 51  | 26/08/1961 | White Hart Lane           | First Division 1961-1962 | Tottenham – Arsenal          | 4 - 3     | Charles (2), Skirton                            | Allen, Dyson (3)                          |
| 52  | 23/12/1961 | Highbury                  | First Division 1961-1962 | Arsenal – Tottenham          | 2 - 1     | Charles, Skirton                                | Mackay                                    |
| 53  | 06/10/1962 | White Hart Lane           | First Division 1962-1963 | Tottenham – Arsenal          | 4 - 4     | Court (2), MacLeod, Strong                      | Jones (2), Mackay, White                  |
| 54  | 23/02/1963 | Highbury                  | First Division 1962-1963 | Arsenal – Tottenham          | 2 - 3     | Baker, Strong                                   | Jones, Marchi, Smith                      |
| 55  | 15/10/1963 | Highbury                  | First Division 1963-1964 | Arsenal – Tottenham          | 4 - 4     | Strong, Baker, Eastham (2)                      | Greaves, Smith (2), Mackay                |
| 56  | 22/02/1964 | White Hart Lane           | First Division 1963-1964 | Tottenham – Arsenal          | 3 - 1     | Strong                                          | Greaves, Jones (2)                        |
| 57  | 10/10/1964 | White Hart Lane           | First Division 1964-1965 | Tottenham – Arsenal          | 3 - 1     | Baker                                           | Gilzean, Robertson, Saul                  |
| 58  | 23/02/1965 | Highbury                  | First Division 1964-1965 | Arsenal – Tottenham          | 3 - 1     | Baker (2), Radford                              | Gilzean                                   |
| 59  | 11/09/1965 | White Hart Lane           | First Division 1965-1966 | Tottenham – Arsenal          | 2 - 2     | Baker, aut.                                     | Gilzean, Saul                             |
| 60  | 08/03/1966 | Highbury                  | First Division 1965-1966 | Arsenal – Tottenham          | 1 - 1     | Court                                           | Possee                                    |
| 61  | 03/09/1966 | White Hart Lane           | First Division 1966-1967 | Tottenham – Arsenal          | 3 - 1     | Sammels                                         | Greaves (2), Jones                        |
| 62  | 07/01/1967 | Highbury                  | First Division 1966-1967 | Arsenal – Tottenham          | 0 - 2     |                                                 | Gilzean, Robertson                        |
| 63  | 16/09/1967 | Highbury                  | First Division 1967-1968 | Arsenal – Tottenham          | 4 - 0     | Addison, Graham, Neill, Radford                 |                                           |
| 64  | 20/01/1968 | White Hart Lane           | First Division 1967-1968 | Tottenham – Arsenal          | 1 - 0     |                                                 | Gilzean                                   |
| 65  | 10/08/1968 | White Hart Lane           | First Division 1968-1969 | Tottenham – Arsenal          | 1 - 2     | Radford, (aut.) ?                               | Greaves                                   |
| 66  | 24/03/1969 | Highbury                  | First Division 1968-1969 | Arsenal – Tottenham          | 1 - 0     | Sammels                                         |                                           |
| 67  | 16/09/1969 | White Hart Lane           | First Division 1969-1970 | Tottenham – Arsenal          | 3 - 2     | Radford, Robertson                              | Chivers, Gilzean, Pratt                   |
| 68  | 02/05/1970 | Highbury                  | First Division 1969-1970 | Arsenal – Tottenham          | 0 - 1     |                                                 | Gilzean                                   |
| 69  | 05/09/1970 | Highbury                  | First Division 1970-1971 | Arsenal – Tottenham          | 2 - 0     | Armstrong (2)                                   |                                           |
| 70  | 03/05/1971 | White Hart Lane           | First Division 1970-1971 | Tottenham – Arsenal          | 0 - 1     | Kennedy                                         |                                           |
| 71  | 24/11/1971 | White Hart Lane           | First Division 1971-1972 | Tottenham – Arsenal          | 1 - 1     | Kennedy                                         | Chivers                                   |
| 72  | 11/05/1972 | Highbury                  | First Division 1971-1972 | Arsenal – Tottenham          | 0 - 2     |                                                 | Coates, Mullery                           |
| 73  | 09/12/1972 | White Hart Lane           | First Division 1972-1973 | Tottenham – Arsenal          | 1 - 2     | Radford, Storey                                 | Peters                                    |
| 74  | 14/04/1973 | Highbury                  | First Division 1972-1973 | Arsenal – Tottenham          | 1 - 1     | Storey                                          | Chivers                                   |
| 75  | 13/10/1973 | White Hart Lane           | First Division 1973-1974 | Tottenham – Arsenal          | 2 - 0     |                                                 | Chivers, Gilzean                          |
| 76  | 16/02/1974 | Highbury                  | First Division 1973-1974 | Arsenal – Tottenham          | 0 - 1     |                                                 | McGrath                                   |
| 77  | 19/10/1974 | White Hart Lane           | First Division 1974-1975 | Tottenham – Arsenal          | 2 - 0     |                                                 | Chivers, Perryman                         |
| 78  | 26/04/1975 | Highbury                  | First Division 1974-1975 | Arsenal – Tottenham          | 1 - 0     | Kidd                                            |                                           |
| 79  | 27/09/1975 | White Hart Lane           | First Division 1975-1976 | Tottenham – Arsenal          | 0 - 0     |                                                 |                                           |
| 80  | 03/04/1976 | Highbury                  | First Division 1975-1976 | Arsenal – Tottenham          | 0 - 2     |                                                 | Duncan, Pratt                             |
| 81  | 27/12/1976 | White Hart Lane           | First Division 1976-1977 | Tottenham – Arsenal          | 2 - 2     | Macdonald (2)                                   | Duncan, Young                             |
| 82  | 11/04/1977 | Highbury                  | First Division 1976-1977 | Arsenal – Tottenham          | 1 - 0     | Macdonald                                       |                                           |
| 83  | 23/12/1978 | White Hart Lane           | First Division 1978-1979 | Tottenham – Arsenal          | 0 - 5     | Brady, Stapleton, Sunderland (3)                |                                           |
| 84  | 10/04/1979 | Highbury                  | First Division 1978-1979 | Arsenal – Tottenham          | 1 - 0     | Stapleton                                       |                                           |
| 85  | 26/12/1979 | Highbury                  | First Division 1979-1980 | Arsenal – Tottenham          | 1 - 0     | Sunderland                                      |                                           |
| 86  | 07/04/1980 | White Hart Lane           | First Division 1979-1980 | Tottenham – Arsenal          | 1 - 2     | Vaessen, Sunderland                             | Jones                                     |
| 87  | 30/08/1980 | Highbury                  | First Division 1980-1981 | Arsenal – Tottenham          | 2 - 0     | Price, Stapleton                                |                                           |
| 88  | 17/01/1981 | White Hart Lane           | First Division 1980-1981 | Tottenham – Arsenal          | 2 - 0     |                                                 | Archibald (2)                             |
| 89  | 29/03/1982 | White Hart Lane           | First Division 1981-1982 | Tottenham – Arsenal          | 2 - 2     | Sunderland (2)                                  | Archibald, Hughton                        |
| 90  | 12/04/1982 | Highbury                  | First Division 1981-1982 | Arsenal – Tottenham          | 1 - 3     | Hawley                                          | Crooks (2), Hazard                        |
| 91  | 27/12/1982 | Highbury                  | First Division 1982-1983 | Arsenal – Tottenham          | 2 - 0     | Sunderland, Woodcock                            |                                           |
| 92  | 04/04/1983 | White Hart Lane           | First Division 1982-1983 | Tottenham – Arsenal          | 5 - 0     |                                                 | Brazil, Falco (2), Hughton (2)            |
| 93  | 26/12/1983 | White Hart Lane           | First Division 1983-1984 | Tottenham – Arsenal          | 2 - 4     | Meade (2), Nicholas (2)                         | Archibald, Roberts                        |
| 94  | 21/04/1984 | Highbury                  | First Division 1983-1984 | Arsenal – Tottenham          | 3 - 2     | Nicholas, Robson, Woodcock                      | Archibald (2)                             |
| 95  | 01/01/1985 | Highbury                  | First Division 1984-1985 | Arsenal – Tottenham          | 1 - 2     | Woodcock                                        | Crooks, Falco                             |
| 96  | 17/04/1985 | White Hart Lane           | First Division 1984-1985 | Tottenham – Arsenal          | 0 - 2     | Nicholas, Talbot                                |                                           |
| 97  | 01/01/1986 | Highbury                  | First Division 1985-1986 | Arsenal – Tottenham          | 0 - 0     |                                                 |                                           |
| 98  | 29/03/1986 | White Hart Lane           | First Division 1985-1986 | Tottenham – Arsenal          | 1 - 0     |                                                 | Stevens                                   |
| 99  | 06/09/1986 | Highbury                  | First Division 1986-1987 | Arsenal – Tottenham          | 0 - 0     |                                                 |                                           |
| 100 | 04/01/1987 | White Hart Lane           | First Division 1986-1987 | Tottenham – Arsenal          | 1 - 2     | Adams, Davis                                    | Thomas                                    |
| 101 | 18/10/1987 | White Hart Lane           | First Division 1987-1988 | Tottenham – Arsenal          | 1 - 2     | Rocastle, Thomas                                | Claesen                                   |
| 102 | 06/03/1988 | Highbury                  | First Division 1987-1988 | Arsenal – Tottenham          | 2 - 1     | Smith, Groves                                   | Allen                                     |
| 103 | 10/09/1988 | White Hart Lane           | First Division 1988-1989 | Tottenham – Arsenal          | 2 - 3     | Winterburn, Marwood, Smith                      | Gascoigne, Waddle                         |
| 104 | 02/01/1989 | Highbury                  | First Division 1988-1989 | Arsenal – Tottenham          | 2 - 0     | Merson, Thomas                                  |                                           |
| 105 | 18/10/1989 | White Hart Lane           | First Division 1989-1990 | Tottenham – Arsenal          | 2 - 1     | Thomas                                          | Samways, Walsh                            |
| 106 | 20/01/1990 | Highbury                  | First Division 1989-1990 | Arsenal – Tottenham          | 1 - 0     | Adams                                           |                                           |
| 107 | 01/09/1990 | Highbury                  | First Division 1990-1991 | Arsenal – Tottenham          | 0 - 0     |                                                 |                                           |
| 108 | 12/01/1991 | White Hart Lane           | First Division 1990-1991 | Tottenham – Arsenal          | 0 - 0     |                                                 |                                           |
| 109 | 01/12/1991 | Highbury                  | First Division 1991-1992 | Arsenal – Tottenham          | 2 - 0     | Wright, Campbell                                |                                           |
| 110 | 22/02/1992 | White Hart Lane           | First Division 1991-1992 | Tottenham – Arsenal          | 1 - 1     | Wright                                          | Stewart                                   |
| 111 | 12/12/1992 | White Hart Lane           | Premier League 1992-1993 | Tottenham – Arsenal          | 1 - 0     |                                                 | Allen                                     |
| 112 | 11/05/1993 | Highbury                  | Premier League 1992-1993 | Arsenal – Tottenham          | 1 - 3     | Dickov                                          | Sheringham, Hendry (2)                    |
| 113 | 16/08/1993 | White Hart Lane           | Premier League 1993-1994 | Tottenham – Arsenal          | 0 - 1     | Wright                                          |                                           |
| 114 | 06/12/1993 | Highbury                  | Premier League 1993-1994 | Arsenal – Tottenham          | 1 - 1     | Wright                                          | Anderton                                  |
| 115 | 02/01/1995 | White Hart Lane           | Premier League 1994-1995 | Tottenham – Arsenal          | 1 - 0     |                                                 | Popescu                                   |
| 116 | 29/04/1995 | Highbury                  | Premier League 1994-1995 | Arsenal – Tottenham          | 1 - 1     | Wright                                          | Klinsmann                                 |
| 117 | 18/11/1995 | White Hart Lane           | Premier League 1995-1996 | Tottenham – Arsenal          | 2 - 1     | Bergkamp                                        | Sheringham, Armstrong                     |
| 118 | 15/04/1996 | Highbury                  | Premier League 1995-1996 | Arsenal – Tottenham          | 0 - 0     |                                                 |                                           |
| 119 | 24/11/1996 | Highbury                  | Premier League 1996-1997 | Arsenal – Tottenham          | 3 - 1     | Wright, Adams, Bergkamp                         | Sinton                                    |
| 120 | 15/02/1997 | White Hart Lane           | Premier League 1996-1997 | Tottenham – Arsenal          | 0 - 0     |                                                 |                                           |
| 121 | 30/08/1997 | Highbury                  | Premier League 1997-1998 | Arsenal – Tottenham          | 0 - 0     |                                                 |                                           |
| 122 | 28/12/1997 | White Hart Lane           | Premier League 1997-1998 | Tottenham – Arsenal          | 1 - 1     | Parlour                                         | Nielsen                                   |
| 123 | 14/11/1998 | Highbury                  | Premier League 1998-1999 | Arsenal – Tottenham          | 0 - 0     |                                                 |                                           |
| 124 | 05/05/1999 | White Hart Lane           | Premier League 1998-1999 | Tottenham – Arsenal          | 1 - 3     | Petit, Anelka, Kanu                             | Anderton                                  |
| 125 | 07/11/1999 | White Hart Lane           | Premier League 1999-2000 | Tottenham – Arsenal          | 2 - 1     | Vieira                                          | Iversen, Sherwood                         |
| 126 | 19/03/2000 | Highbury                  | Premier League 1999-2000 | Arsenal – Tottenham          | 2 - 1     | (aut.) Armstrong, Henry                         | Armstrong                                 |
| 127 | 18/12/2000 | White Hart Lane           | Premier League 2000-2001 | Tottenham – Arsenal          | 1 - 1     | Vieira                                          | Rebrov                                    |
| 128 | 31/03/2001 | Highbury                  | Premier League 2000-2001 | Arsenal – Tottenham          | 2 - 0     | Pires, Henry                                    |                                           |
| 129 | 17/11/2001 | White Hart Lane           | Premier League 2001-2002 | Tottenham – Arsenal          | 1 - 1     | Pires                                           | Poyet                                     |
| 130 | 06/04/2002 | Highbury                  | Premier League 2001-2002 | Arsenal – Tottenham          | 2 - 1     | Ljungberg, Lauren                               | Sheringham                                |
| 131 | 16/11/2002 | Highbury                  | Premier League 2002-2003 | Arsenal – Tottenham          | 3 - 0     | Henry, Ljungberg, Wiltord                       |                                           |
| 132 | 15/12/2002 | White Hart Lane           | Premier League 2002-2003 | Tottenham – Arsenal          | 1 - 1     | Pires                                           | Ziege                                     |
| 133 | 08/11/2003 | Highbury                  | Premier League 2003-2004 | Arsenal – Tottenham          | 2 - 1     | Pires, Ljungberg                                | Anderton                                  |
| 134 | 25/04/2004 | White Hart Lane           | Premier League 2003-2004 | Tottenham – Arsenal          | 2 - 2     | Vieira, Pires                                   | Redknapp, Keane                           |
| 135 | 13/11/2004 | White Hart Lane           | Premier League 2004-2005 | Tottenham – Arsenal          | 4 - 5     | Henry, Lauren, Vieira, Ljungberg, Pires         | Naybet, Defoe, King, Kanouté              |
| 136 | 25/04/2005 | Highbury                  | Premier League 2004-2005 | Arsenal – Tottenham          | 1 - 0     | Reyes                                           |                                           |
| 137 | 29/10/2005 | White Hart Lane           | Premier League 2005-2006 | Tottenham – Arsenal          | 1 - 1     | Pires                                           | King                                      |
| 138 | 22/04/2006 | Highbury                  | Premier League 2005-2006 | Arsenal – Tottenham          | 1 - 1     | Henry                                           | Keane                                     |
| 139 | 02/12/2006 | Emirates Stadium          | Premier League 2006-2007 | Arsenal – Tottenham          | 3 - 0     | Adebayor, Gilberto (2)                          |                                           |
| 140 | 21/04/2007 | White Hart Lane           | Premier League 2006-2007 | Tottenham – Arsenal          | 2 - 2     | Touré, Adebayor                                 | Keane, Jenas                              |
| 141 | 15/09/2007 | White Hart Lane           | Premier League 2007-2008 | Tottenham – Arsenal          | 1 - 3     | Adebayor (2), Fàbregas                          | Bale                                      |
| 142 | 22/12/2007 | Emirates Stadium          | Premier League 2007-2008 | Arsenal – Tottenham          | 2 - 1     | Adebayor, Bendtner                              | Berbatov                                  |
| 143 | 29/10/2008 | Emirates Stadium          | Premier League 2008-2009 | Arsenal – Tottenham          | 4 - 4     | Silvestre, Gallas, Adebayor, van Persie         | Bentley, Bent, Jenas, Lennon              |
| 144 | 08/02/2009 | White Hart Lane           | Premier League 2008-2009 | Tottenham – Arsenal          | 0 - 0     |                                                 |                                           |
| 145 | 31/10/2009 | Emirates Stadium          | Premier League 2009-2010 | Arsenal – Tottenham          | 3 - 0     | van Persie (2), Fàbregas                        |                                           |
| 146 | 14/04/2010 | White Hart Lane           | Premier League 2009-2010 | Tottenham – Arsenal          | 2 - 1     | Bendtner                                        | Rose, Bale                                |
| 147 | 20/11/2010 | Emirates Stadium          | Premier League 2010-2011 | Arsenal – Tottenham          | 2 - 3     | Nasri, Chamakh                                  | Bale, van der Vaart, Kaboul               |
| 148 | 20/04/2011 | White Hart Lane           | Premier League 2010-2011 | Tottenham – Arsenal          | 3 - 3     | Walcott, Nasri, van Persie                      | van der Vaart (2), Huddlestone            |
| 149 | 02/10/2011 | White Hart Lane           | Premier League 2011-2012 | Tottenham – Arsenal          | 2 - 1     | Ramsey                                          | van der Vaart, Walker                     |
| 150 | 26/02/2012 | Emirates Stadium          | Premier League 2011-2012 | Arsenal – Tottenham          | 5 - 2     | Sagna, van Persie, Rosický, Walcott (2)         | Saha, Adebayor                            |
| 151 | 17/11/2012 | Emirates Stadium          | Premier League 2012-2013 | Arsenal – Tottenham          | 5 - 2     | Mertesacker, Podolski, Giroud, Cazorla, Walcott | Adebayor, Bale                            |
| 152 | 03/03/2013 | White Hart Lane           | Premier League 2012-2013 | Tottenham – Arsenal          | 2 - 1     | Mertesacker                                     | Bale, Lennon                              |
| 153 | 01/09/2013 | Emirates Stadium          | Premier League 2013-2014 | Arsenal – Tottenham          | 1 - 0     | Giroud                                          |                                           |
| 154 | 16/03/2014 | White Hart Lane           | Premier League 2013-2014 | Tottenham – Arsenal          | 0 - 1     | Rosický                                         |                                           |
| 155 | 27/09/2014 | Emirates Stadium          | Premier League 2014-2015 | Arsenal – Tottenham          | 1 - 1     | Oxlade-Chamberlain                              | Chadli                                    |
| 156 | 07/02/2015 | White Hart Lane           | Premier League 2014-2015 | Tottenham – Arsenal          | 2 - 1     | Özil                                            | Kane (2)                                  |
| 157 | 08/11/2015 | Emirates Stadium          | Premier League 2015-2016 | Arsenal – Tottenham          | 1 - 1     | Gibbs                                           | Kane                                      |
| 158 | 05/03/2016 | White Hart Lane           | Premier League 2015-2016 | Tottenham – Arsenal          | 2 - 2     | Ramsey, Sánchez                                 | Alderweireld, Kane                        |
| 159 | 06/11/2016 | Emirates Stadium          | Premier League 2016-2017 | Arsenal – Tottenham          | 1 - 1     | (aut.) Wimmer                                   | Kane                                      |
| 160 | 30/04/2017 | White Hart Lane           | Premier League 2016-2017 | Tottenham – Arsenal          | 2 - 0     |                                                 | Alli, Kane                                |
| 161 | 18/11/2017 | Emirates Stadium          | Premier League 2017-2018 | Arsenal – Tottenham          | 2 - 0     | Mustafi, Sánchez                                |                                           |
| 162 | 10/02/2018 | Wembley Stadium           | Premier League 2017-2018 | Tottenham – Arsenal          | 1 - 0     |                                                 | Kane                                      |
| 163 | 02/12/2018 | Emirates Stadium          | Premier League 2018-2019 | Arsenal – Tottenham          | 4 - 2     | Aubameyang (2), Lacazette, Torreira             | Dier, Kane                                |
| 164 | 02/03/2019 | Wembley Stadium           | Premier League 2018-2019 | Tottenham – Arsenal          | 1 - 1     | Ramsey                                          | Kane                                      |
| 165 | 01/09/2019 | Emirates Stadium          | Premier League 2019-2020 | Arsenal – Tottenham          | 2 - 2     | Lacazette, Aubameyang                           | Eriksen, Kane                             |
| 166 | 12/07/2020 | Tottenham Hotspur Stadium | Premier League 2019-2020 | Tottenham – Arsenal          | 2 - 1     | Lacazette                                       | Son, Alderweireld                         |
| 167 | 06/12/2020 | Tottenham Hotspur Stadium | Premier League 2020-2021 | Tottenham – Arsenal          | 2 - 0     |                                                 | Son, Kane                                 |
| 168 | 14/03/2021 | Emirates Stadium          | Premier League 2020-2021 | Arsenal – Tottenham          | 2 - 1     | Ødegaard, Lacazette                             | Lamela                                    |
| 169 | 26/09/2021 | Emirates Stadium          | Premier League 2021-2022 | Arsenal – Tottenham          | 3 - 1     | Smith Rowe, Aubameyang, Saka                    | Son                                       |
| 170 | 12/05/2022 | Tottenham Hotspur Stadium | Premier League 2021-2022 | Tottenham – Arsenal          | 3 - 0     |                                                 | Kane (2), Son                             |
| 171 | 01/10/2022 | Emirates Stadium          | Premier League 2022-2023 | Arsenal – Tottenham          | 3 - 1     | Partey, Jesus, Xhaka                            | Kane                                      |
| 172 | 15/01/2023 | Tottenham Hotspur Stadium | Premier League 2022-2023 | Tottenham – Arsenal          | 0 - 2     | (aut.) Lloris, Ødegaard                         |                                           |
| 173 | 23/09/2023 | Emirates Stadium          | Premier League 2023-2024 | Arsenal – Tottenham          | 2 - 2     | (aut.) Romero, Saka                             | Son (2)                                   |
| 174 | 27/04/2024 | Tottenham Hotspur Stadium | Premier League 2023-2024 | Tottenham – Arsenal          | 2 - 3     | (aut.) Højbjerg, Saka, Havertz                  | Romero, Son                               |
| 175 | 15/09/2024 | Tottenham Hotspur Stadium | Premier League 2024-2025 | Tottenham – Arsenal          | 0 - 1     | Gabriel                                         |                                           |
| 176 | 15/01/2025 | Emirates Stadium          | Premier League 2024-2025 | Arsenal – Tottenham          | 2 - 1     | (aut.) Solanke, Trossard                        | Son                                       |
| 177 | 22/11/2025 | Emirates Stadium          | Premier League 2025-2026 | Arsenal – Tottenham          |           |                                                 |                                           |
| 178 | 21/02/2026 | Tottenham Hotspur Stadium | Premier League 2025-2026 | Tottenham – Arsenal          |           |                                                 |                                           |

### Coppe
| Nº | Data       | Stadio           | Competizione            | Incontro            | Risultato | Marcatori Arsenal                     | Marcatori Tottenham                               |
| -- | ---------- | ---------------- | ----------------------- | ------------------- | --------- | ------------------------------------- | ------------------------------------------------- |
| 1  | 08/01/1949 | Highbury         | FA Cup 1948-1949        | Arsenal – Tottenham | 3 - 0     | Lishman, McPherson, Roper             |                                                   |
| 2  | 20/11/1968 | Highbury         | Coppa di Lega 1968-1969 | Arsenal – Tottenham | 1 - 0     | Radford                               |                                                   |
| 3  | 04/12/1968 | White Hart Lane  | Coppa di Lega 1968-1969 | Tottenham – Arsenal | 1 - 1     | Radford                               | Greaves                                           |
| 4  | 04/11/1980 | White Hart Lane  | Coppa di Lega 1980-1981 | Tottenham – Arsenal | 1 - 0     |                                       | Ardiles                                           |
| 5  | 02/01/1982 | White Hart Lane  | FA Cup 1981-1982        | Tottenham – Arsenal | 1 - 0     |                                       | Crooks                                            |
| 6  | 09/11/1983 | White Hart Lane  | Coppa di Lega 1983-1984 | Tottenham – Arsenal | 1 - 2     | Nicholas, Woodcock                    | Hoddle                                            |
| 7  | 08/02/1987 | Highbury         | Coppa di Lega 1986-1987 | Arsenal – Tottenham | 0 - 1     |                                       | Allen                                             |
| 8  | 01/03/1987 | White Hart Lane  | Coppa di Lega 1986-1987 | Tottenham – Arsenal | 1 - 2     | Anderson, Quinn                       | Allen                                             |
| 9  | 04/03/1987 | White Hart Lane  | Coppa di Lega 1986-1987 | Tottenham – Arsenal | 1 - 2     | Allinson, Rocastle                    | Allen                                             |
| 10 | 14/04/1991 | Wembley Stadium  | FA Cup 1990-1991        | Tottenham – Arsenal | 3 - 1     | Smith                                 | Gascoigne, Lineker (2)                            |
| 11 | 10/08/1991 | Wembley Stadium  | Charity Shield 1991     | Arsenal – Tottenham | 0 - 0     |                                       |                                                   |
| 12 | 04/04/1993 | Wembley Stadium  | FA Cup 1992-1993        | Arsenal – Tottenham | 1 - 0     | Adams                                 |                                                   |
| 13 | 08/04/2001 | Old Trafford     | FA Cup 2000-2001        | Arsenal – Tottenham | 2 - 1     | Vieira, Pires                         | Doherty                                           |
| 14 | 24/01/2007 | White Hart Lane  | Coppa di Lega 2006-2007 | Tottenham – Arsenal | 2 - 2     | Baptista (2)                          | Berbatov, (aut.) Baptista                         |
| 15 | 31/01/2007 | Emirates Stadium | Coppa di Lega 2006-2007 | Arsenal – Tottenham | 3 - 1     | Adebayor, Aliadière, (aut.) Chimbonda | Mido                                              |
| 16 | 09/01/2008 | Emirates Stadium | Coppa di Lega 2007-2008 | Arsenal – Tottenham | 1 - 1     | Walcott                               | Jenas                                             |
| 17 | 22/01/2008 | White Hart Lane  | Coppa di Lega 2007-2008 | Tottenham – Arsenal | 5 - 1     | Adebayor                              | Jenas, (aut.) Bendtner, Keane, Lennon, Malbranque |
| 18 | 21/09/2010 | White Hart Lane  | Coppa di Lega 2010-2011 | Tottenham – Arsenal | 1 - 4     | Lansbury, Nasri (2), Arshavin         | Keane                                             |
| 19 | 04/01/2014 | Emirates Stadium | FA Cup 2013-2014        | Arsenal – Tottenham | 2 - 0     | Cazorla, Rosický                      |                                                   |
| 20 | 23/09/2015 | White Hart Lane  | Coppa di Lega 2015-2016 | Tottenham – Arsenal | 1 - 2     | Flamini (2)                           | (aut.) Chambers                                   |
| 21 | 19/12/2018 | Emirates Stadium | Coppa di Lega 2018-2019 | Arsenal – Tottenham | 0 - 2     |                                       | Son, Alli                                         |

## Statistiche
Aggiornata il 16 gennaio 2025.
| Competizione     | Giocate | Vittorie del Arsenal | Pareggi | Vittorie del Tottenham | Gol del Arsenal | Gol del Tottenham |
| ---------------- | ------- | -------------------- | ------- | ---------------------- | --------------- | ----------------- |
| Campionato       | 176     | 73                   | 48      | 55                     | 273             | 237               |
| FA Cup           | 6       | 4                    | 0       | 2                      | 9               | 5                 |
| League Cup       | 14      | 7                    | 3       | 4                      | 21              | 19                |
| Community Shield | 1       | 0                    | 1       | 0                      | 0               | 0                 |
| Totale           | 197     | 84                   | 52      | 61                     | 303             | 261               |

## Cannonieri
Aggiornato al 28 aprile 2024.
| Pos. | Nome              | Squadra                    | Reti |
| ---- | ----------------- | -------------------------- | ---- |
| 1    | Harry Kane        | Tottenham                  | 14   |
| 2    | Bobby Smith       | Tottenham                  | 10   |
| 2    | Emmanuel Adebayor | Arsenal (8), Tottenham (2) | 10   |
| 4    | Robert Pires      | Arsenal                    | 8    |
| 4    | Alan Sunderland   | Arsenal                    | 8    |
| 4    | Son Heung-min     | Tottenham                  | 8    |
| 7    | Alan Gilzean      | Tottenham                  | 7    |
| 7    | Jimmy Greaves     | Tottenham                  | 7    |
| 7    | David Herd        | Arsenal                    | 7    |
| 7    | John Radford      | Arsenal                    | 7    |
| 11   | Ian Wright        | Arsenal                    | 6    |
| 11   | Steve Archibald   | Tottenham                  | 6    |
| 11   | Les Allen         | Tottenham                  | 6    |
| 11   | Cliff Jones       | Tottenham                  | 6    |